# Anti Suyu

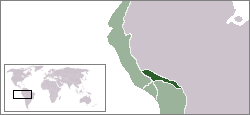
Anti Suyu

Etendard de l'Anti Suyu.

L'Anti Suyu (on écrit également Antisuyo en espagnol) était la partie du Tawantin Suyu, l'empire inca, située à l'est de Cuzco. Actuellement, ce mot est utilisé pour désigner la région du Pérou amazonien.
Les habitants de cette région étaient les Antis ; ce terme désignait un grand nombre de tribus amazoniennes très différentes les unes des autres, tels par exemple les Jívaros ou les Campas.